# Дамјан Павловић
Дамјан Павловић (Нови Сад, 14. април 1840 – Београд, 3. март 1866) је био српски инжењер, књижевник, преводилац и позоришни критичар.

## Биографија
Основну школу завршио је у родном граду. Након бомбардовања Новог Сада 1849. прешао је у Београд са старијим братом и мајком. Тамо је завршио Лицеј, а потом је 1857. као стипендиста Матице српске уписао Политехнички институт у Бечу. Од 1862. прелази на студије техничких наука у Прагу.
По завршетку студија враћа се у Србију, и 1865. је именован за ванредног цртача Министарства грађевине. Наредне године унапређен је у инжењера.
Павловић је припадао романтичарима омладинског доба и писао је углавном љубавну и родољубиву поезију. Прву песму „Сунцу на заходу” објавио је у Шумадинки 1856. године. Своје радове објављивао је у Подунавки (1856—1858), Српским новинама (1857), Седмици (1857—1858), календарима Зимзелен (1858) и Војвођанин (1858), Летопису Матице српске (1858—1861), Даници (1860—1863) и Вили (1866). Писао је и приповетке.
Бавио се књижевном критиком и теоријом. Као новинар и дописник из Прага и Београда радио је за новосадске новине Напредак, а повремено је сарађивао и у Српском дневнику и београдском Видовдану.
На српски превео Гетеовог Торквата Таса (1864), а у рукопису су му остали преводи Гетеове Ифигеније на Тавриди и Молијерове Женидбе на силу.
Од децембра 1863. до средине марта 1864, за време дугог боравка Српског народног позоришта у Новом Саду, објављивао је краће рецензије о представама у новинама Напредак.
Постхумно му је штампан уџбеник Физика: за мање гимназијске школе, и за сваког пријатеља природних наука, који је у Србији био у употреби десет година. Књига Земља, на којој живимо изашла је 1866. као део едиције „Поучна и забавна књижица за одраслију децу и мушку и женску”.
Разочаран емотивном страном свог живота извршио је самоубиство 3. марта 1866. Био је заљубљен у кћерку Анке Обреновић-Константиновић, Катарину.